# 東京オリンピック (映画)
『東京オリンピック』（とうきょうオリンピック、Tokyo Olympiad）は、1964年の東京オリンピックの公式記録映画。1965年3月20日公開。上映時間169分。市川崑が総監督を務めた。1965年7月10日に大会組織員会が再編集した海外版（英語ナレーション、130分）が東宝洋画系で上映。2004年6月25日に市川崑が再編集したディレクターズ・カット版（147分）がオリジナル版DVDセットに収録。

## 製作
最初に話を受けたのは映画監督の黒澤明で、開催の4年前からローマオリンピックを下見する等、準備を進めていた。しかし、ニュース映画協会に加盟しているニュース専門会社7社と軋轢を起こすなど、組織員会での内部対立が起こり、黒澤が希望した予算5億2千万円に対して、約半分の2億4千万円しか提示されないことが決定的となって降板した。その後、今井正、今村昌平、渋谷実、新藤兼人ら複数の監督に話が流れ、最終的に市川に話が回ってくる。当時、大映と契約し、勝新太郎初の現代劇である『ど根性物語 銭の踊り』を製作していた市川は、大映社長だった永田雅一から電話連絡を受けて、本作のプロデューサーであった読売新聞社長の田口助太郎と面会、本作の総監督を打診されたが、五輪に関心がなく、スポーツ全般にも疎かった市川は返答を保留し、帰宅後、妻で脚本家だった和田夏十とも相談して、永田に判断を白紙委任する旨を返答した。すると2、3日後に永田から、大映との契約を度外視しても良いので引き受けてくれと電話連絡があり、市川は総監督へ就任する事になった。1964年の4月末に、大映での映画製作を終えた市川は、当時銀座2丁目にあった帽子屋「トラヤ」の2階に間借りしていたオリンピック映画協会の事務所を初めて訪れたが、そこには田口と事務員、会計係の3人しか居らず、10月開催の予定時点で全く何も進んでいない、従来の映画作りより短い期間で製作しなければならない異常な状況だった。「いったいこれから何をすればいいんですか」と尋ねた市川に、田口は「組織委員会の仮承諾を得るために、シナリオを作って欲しい」と要望する。
記録映画について予備知識がなく、素人同然の市川だったが、黒澤と対立したニュース専門会社からスタッフを集め、1963年に開催された東京国際スポーツ大会の記録フィルムを鑑賞するなどして、記録映画に関する勉強と人集め、そして組織作りを進めて行った。一方、田口から要望されたシナリオ作りには、和田夏十や脚本家の白坂依志夫、そして、当時映画作りに関心を持っていた詩人の谷川俊太郎が参加した。この時、脚本家の菊島隆三にも参加を打診したが、別件とバッティングしたため不参加に終わった。シナリオに於いて市川は、上映時間を3時間以内に収め、全種目の決勝場面を必ず挿入するということを留意点に、執筆作業を進めた。しかし3時間内に全種目を上映する事はすぐに不可能と判明し、全競技種目をABCの3ランクに分類して、撮影の優先度を選別し、全体の流れを聖火リレーから始めて、選手入場→開会式→2週間の競技実施→閉会式、と大まかな段取りをつけた上で、データ収集と意見集約を行い、シナリオに活かした。また作業を進める内に、競技前後のドラマ性に興味を持ち、競技中以外の場面も率先して撮るよう、アイディアとしてシナリオに取り入れた。さらには、出場選手のみならず、準備スタッフや観客もオリンピックの参加者だと捉え、撮影班を競技班と雑感班に分けて、それぞれの役割を分担させた。そして、自身がスポーツに疎いからこそ、スポーツファンだけの映画にしない事をスタッフ全員に徹底させることとした。
スタッフの人選は全て市川が行い、美術顧問に亀倉雄策、監督に小説家の安岡章太郎、写真家の細江英公や東松照明などの顔ぶれが集まった。肩書はプロデューサー補であるが、市川と同じ東宝出身のベテラン監督である谷口仟吉も加わっている。これ以外は、映画作りについて主要メンバーが素人同然であるため、客観的な意見が必要と考え、監修として映画評論家の南部圭之助を起用した。また予算に関しては、圧倒的に撮影用のフィルムが不足すると考えた市川は、プロデューサーの田口と共に、国会の予算委員会へ赴いて、予算の増額を要望し、2億4千万円から3億9千万円に増額されたものの、それでも足りないと考えて企業タイアップを考案、国策映画であるため資金提供は不可という制約上、コカ・コーラ社やオリベッティなど各社から撮影フィルムを無償提供して貰うことで、その謝礼として、劇中に選手がコーラを飲む場面や、オリベッティ製のタイプライターを映すといった、コマーシャル場面を挿入する演出を付け加えることにした。さらに国立競技場でロケハンをした際、作業員が観客席から豆粒サイズに見えたことに望遠レンズの必要性を感じて、日本中の望遠レンズをかき集め、一部は高額の外国製を取り寄せるなど撮影環境の充実を図った。

## 撮影

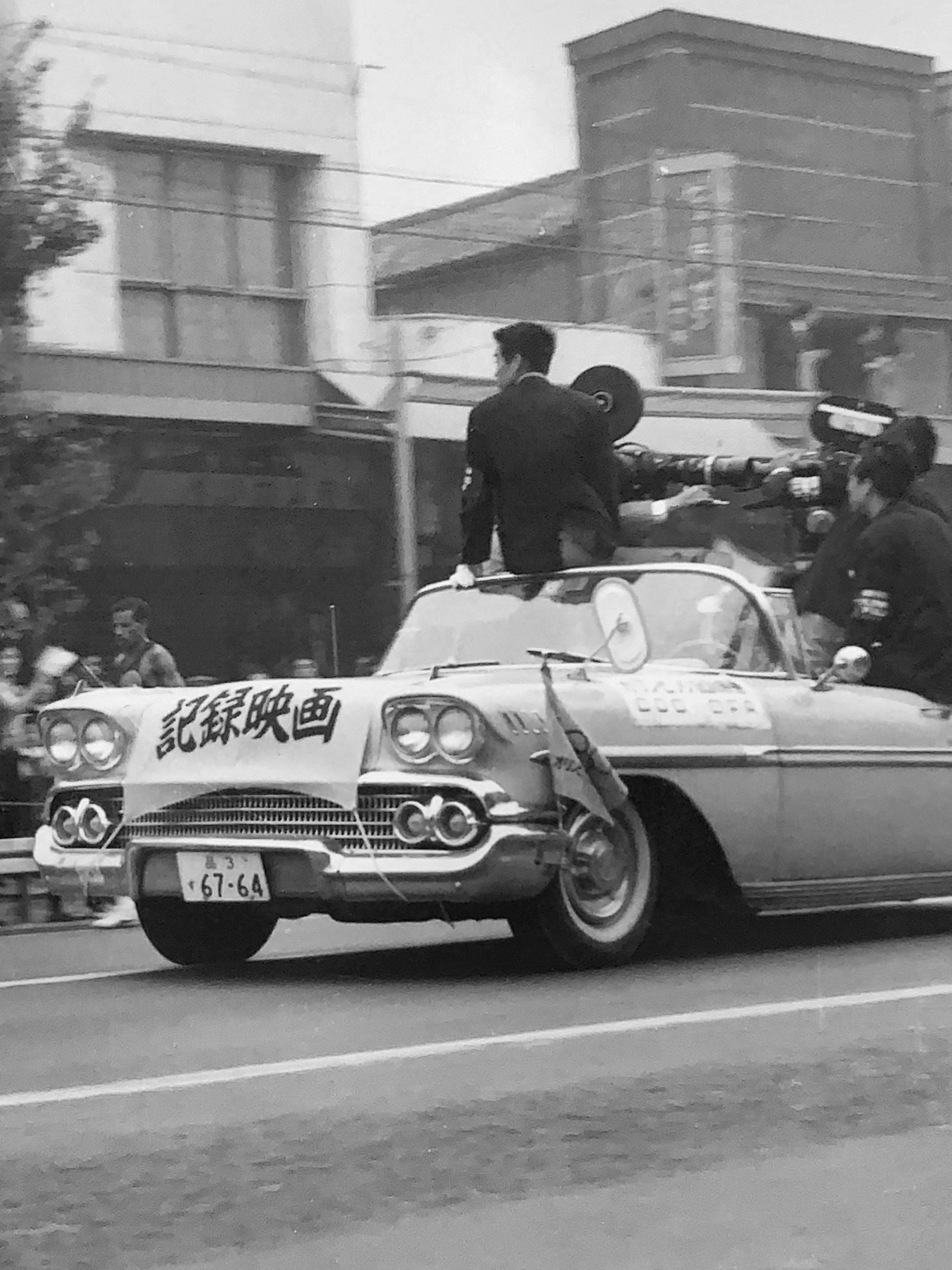
撮影用の車

市川がすべての競技の撮影に参加する事は不可能であったため、監督部を設けた上で、前述の担当者たちを各競技会場に配置し、市川自身は、砲丸投げ、槍投げ、走り幅跳び、バレーボールと数競技に立ち会うのみに留まり、これ以外は本部の置かれた赤坂離宮で待機する事になった。その際、監督たちとスタッフたちの間の意識統一を図るため、打ち合わせを毎日、各部局ごとにリモート方式で行うことを常とした。市川は、この毎日の打ち合わせこそが、本作の演出の肝になると考え、毎日、自身が描いた絵コンテをカメラマンたちに配るなど、打ち合わせに心血を注いだ。赤坂離宮の本部には、100台ほどカメラやレンズなど機材が集められ、スタッフは毎朝集合してロケ撮影に出発し、大会終了後はアオイスタジオが全提供したワンフロアに、編集室と映写室が作られて仕上げ作業が行われた。本作は五輪初のカラーワイド作品となり、テクニスコープが採用された。撮影フィルムはイーストマン、フジ、さくらの三種類が用いられたが、技術監督の碧川道夫の判断で、さくらやフジフイルムは当時、技術的な問題でハイスピード撮影に使用できず、ラッシュ用ポジや公開用プリントなどの一部に使用されるに留まり、大部分はイーストマンカラーで撮影された。
五輪が始まる以前から、市川は、本作の主役は東京という都市であると考え、毎日の打ち合わせが終わるとすぐにカメラマンと外出し、五輪によって激しく変わる東京の街を撮り続けた。これは市川が参考にしたレニ・リーフェンシュタール監督の『民族の祭典』を別視点で表現するという演出を試みたからである。また『民族の祭典』では、作品として本番で撮れなかった不足分を補う、後撮りが多く散見することを参考試写で発見し、「作り物」を堂々と見せることも記録映画としての演出と判断し、聖火ランナーの場面などの一部を後撮りで行った。市川は『民族の祭典』を韻文に例えるなら、本作は散文であると考え、単なる記録としてのニュース映画に終わらせず、様々な雑感を撮る映画であることを心がけた。ギリシャでの聖火点火の撮影には不参加だったが、聖火ランナーが通る広島市の撮影には参加している。
10月10日の開会式当日は、前日が嵐だった事もあり、開催が危ぶまれた。市川は事務総長の与謝野秀に問い合わせ、「明日も嵐なら中止、順延はない。天皇陛下が傘を差してスタンドの玉席に立っていられる程度の雨ならやる」との回答に気を揉んだが、当日は一転して日本晴れとなり、「天皇陛下はついておられるなあ」とつぶやいたという。大会中、撮影用の伴走車は一台のみが許可されており、ハイスピードカメラ2台、ノーマルカメラ2台の計4台を駆使して、主にマラソン競技で使用された。市川自身が撮影に立ち会った女子バレーボール競技では、屋内競技のため、望遠レンズが光量不足で使用できず、広角レンズで撮影された。また、撮影を巡って団体側と技術部が揉める一幕もあったが、協議の結果、決勝戦では約30台のカメラが配置された。本作では、製作時に市川が用意した1600ミリの望遠レンズが多用されているが、一部の競技では、許可された競技場内に約9尺ほどの櫓を組んでの撮影も行われている。さらに、各競技の担当者と打ち合わせた上で、走り幅跳びは接近撮影した映像、砲丸投げは許可された背後からの撮影した映像を使用している。閉会式は、当初の予定にはないハプニング形式で幕を閉じ、前々からの撮影プランが全て吹っ飛んだ市川は不安になり、スタジアム中を駆け回って撮影状況を確認し、後日のラッシュを見て安堵したという。

## ポスト・プロダクション
エンディングのクレジットタイトルは、市川の提案で、全スタッフがアルファベット順・肩書なしで表示される方式を採ったが、組織委員会から、責任者である総監督である市川とプロデューサーの田口だけは別表記するよう横槍が入り、中途半端な演出となっている。撮影されたフィルムはカラーネガで撮影され、総延長40万フィート、約70時間分にも及んでいたが、カラーで焼く予算がなかったため、全てモノクロ状態で焼き付けされた。そのため、その日撮ったフィルムをチェックする際は、当日中に東洋現像所（現イマジカ）へ渡し、翌日の夕方にラッシュ状態になったものを、本部のある赤坂離宮の地下室にて、携帯用映写機でモノクロ状態を確認するという状況だった。編集は、全フィルムのラッシュを確認した市川が、その中の4分の一をカラーで焼き直し、そのカラーラッシュを、さらに3時間に編集するという作業工程を経て完成した。ちなみに、劇中内のボクシング競技場面のみモノクロ状態なのは、「ボクシングは格闘技で平和の祭典であるオリンピックにはふさわしくない」と監督部から異論が出て、撮影中止が叫ばれたため、市川が「生々しく撮らず、米国の拳闘映画のように撮ろう」と説得した結果、カラー化されなかったためである。
ナレーションは、「語り口に知性があり、尚且つ柔和、あまり叫ばないのが良い」という理由で、前々から市川がファンでもあった三國一朗が起用された。また音楽監督は、当初武満徹が予定されていたが、別作品の制作スケジュールと重なったため降板し、黛敏郎が、本人の快諾もあって急遽起用された。メインテーマは、福島県に伝わる子守歌をアレンジしたもので、どうしても子守唄を使いたい市川の要望に応えて制作された。本作は、当時の日本映画としては珍しく、ステレオ録音されている。ただステレオ設備のある映画館は限られており、その館数分に間に合うよう、磁気3本トラックの貼り付け方式である。そのためサウンドトラックに光学録音で焼きこまれておらず、磁気テープそのものをフィルム横に3本貼りつけただけで、地方館上映用にモノラル版が新たに作り直された。現在上映されているバージョンは全てモノラル版である。音響に関しても、鉄棒に掌が擦れる音や、自転車の銀輪の音など、凝った素材が用いられたが、集められた録音スタッフは大橋鉄矢以下、ドキュメンタリー畑の人間が多く、効果音を大量に注文する市川の方針に戸惑ったものの、直ぐに演出意図を理解して、率先して効果音の制作を行った。

## 公開
封切日や試写会の日程が次々と決まっていく中、市川はアオイスタジオにて編集作業に明け暮れ、当初は、仕上げに4か月のスケジュールが組まれたことに喜ぶも、直ぐに編集時間が足りないと判明して、正月を返上して自宅に編集機材を持ち込み、妻の和田夏十や子供まで動員してのフィルム作業に追われた。フィルム探しに4時間をかけることも日常だったという。本作は1965年3月20日に東宝配給で全国公開された。公開前は、オリンピック映画に懐疑的な世論の声もあったが、配給する東宝が公開を3月下旬と定めた頃から徐々に盛り上がりを見せ、一種の社会現象の様相を呈するようになる。この様子の変化を市川は、「なんだオリンピックだなんて」と思っていた人が「いいもんだなあ、やって良かったなあ」と思い直した人が随分いて、その人たちが映画に少し期待し始めたから、と後年評している。3月8日に日比谷の有楽座で第1回目の試写会が行われ、後日、東宝劇場にて昭和天皇出席の天覧試写が行われた。ただ、その間にも市川の編集作業は続けられ、試写の度に異なるバージョンが作られた。

## 受賞
- 第39回キネマ旬報ベスト・テン第2位
- 第20回毎日映画コンクール監督特別賞、音楽賞、ベストテン入選
- 日本映画記者会賞、ベストファイブ第3位
- 映画の日特別功労賞
- ＮHK映画賞特別賞
- カンヌ国際映画祭批評家賞
- 青少年向最優秀映画賞
- モスクワ国際映画祭スポーツ連盟賞

## 解説
総監督を務めることになった市川崑は、自身とその妻で脚本家の和田夏十の名コンビに加え、新鋭脚本家の白坂依志夫と詩人の谷川俊太郎という布陣で、そもそも筋書きなどはないはずのオリンピックのためにまず緻密な脚本を書き、これをもとに壮大なドラマである『東京オリンピック』を撮るという制作手法をとった。日本を代表するカメラマンとして世界的にも名を知られた宮川一夫が主導した撮影にも、アスリートの心情の表現を重視した演出や、超望遠レンズをはじめとする複数のカメラを使った多角的な描写などを駆使し、従来の「記録映画」とは全く性質の異なる極めて芸術性の高い作品に仕上げた。しかしそれは、1936年のベルリンオリンピックを記録したレニ・リーフェンシュタール監督の『民族の祭典』と並んで、「芸術か記録か」という大論争を引き起こすことになった。
完成披露試写の2日前（1965年3月8日）に日比谷の有楽座で行われた関係者のみの試写会で本作を鑑たオリンピック担当大臣の河野一郎は、「俺にはちっともわからん」「記録性をまったく無視したひどい映画」とコメントし、「記録性を重視した映画をもう一本作る」とも述べた。文部大臣の愛知揆一も「文部省として、この映画を記録映画としては推薦できない」という声明を3月16日に出した。教育界も混乱し、推薦を取りやめる団体と、構わず子供への視聴を続けた団体と、真っ二つに分かれることになった。この騒動を受けて、河野の元部下で、本作のプロデューサーでもあり、東京オリンピック映画協会会長だった読売新聞社長の田口助太郎は、河野の紙面上での発言に影響され、市川と対峙する事になる。また東宝は市川に映画の修正を求め、市川は試写版に日本人金メダリストやオリンピック建造物の映像を追加して公開版を作成した。
この状況で、女優の高峰秀子は3月18日付の東京新聞に「市川作品はオリンピックの汚点だなどと乱暴なことばをはくなんて、少なくとも国務相と名のつく人物のすることではない」と市川を擁護する意見を投稿した。高峰はさらに単身河野に面会し、映画と市川の優れた点を訴えるとともに、河野が市川と面談するように求めた。このあと河野は3度にわたって市川と面談する機会を持った（うち2回は高峰も同席）。河野自身、ここまで騒動になるとは考えておらず、発言も、自身が期待した競技が入っていなかったことに、「芸術かもしれないが記録じゃない」と臨席した東京都知事に主観的に話した感想を、新聞記者が紙面で取り上げた結果だと述べ、市川は、予算状況や撮影日程の都合など、現実的な事情を説明して理解を求めた。最終的に河野は市川と円満に握手をした上で、市川ら関係者の努力を認めて「できあがりに百パーセント満足したわけではないが、自由にやらせてやれ」と、プロデューサーの田口に電話をして、矛を収めることとなった。市川は後に、「あの混迷から脱出できたのは、デコちゃん（高峰）の仲介のおかげですよ」と述べている。
この時の騒動について市川は映画の完成から20年後に「要するに河野さんは、馬とかマラソンにうんちくのある方だったんですが、その辺の競技を映画で見たかったのにそれが十分入っていないのが気に食わなかった。作品を全面否定されたわけでも何でもないんです。今から言えば笑い話ですがね」とインタビューで語っている。
英語版では大会組織委員会が再編集を施し、上映時間が日本語版より40分短い作品に仕上げている。一方市川自身も、2004年（平成16年）にオリンピック開催40周年を記念して発売されたDVDでは、本人が再編集したディレクターズカットを公開版と併せ収録している。このディレクターズカット版も、公開当時に全体のバランスから入れざるを得なかった競技や、やや創作に偏り過ぎたというチャド共和国の陸上アスリート、アフメド・イサのエピソードがカットされたため、公開版より22分短い。
さまざまな波紋を広げながらも、『東京オリンピック』は日本国内で12億2321万円の配給収入を記録（配収12億円は1972年公開の『ゴッドファーザー』に抜かれるまで日本記録）。同年度のカンヌ国際映画祭では国際批評家賞、英国アカデミー賞ドキュメンタリー賞を受賞した。また映画館の他にも日本各地の学校や公民館で上映会が開かれたことから、その観客動員数は一般観客750万人、学校動員1600万人の合計2350万人で、事実上日本映画史上最多であるといわれている。
この映画のタイトルは一般公募され4万7千通もの応募があり、その中から総監督の市川が選ぶというかたちを取ったが、市川は結局のところ「いちばん簡潔なものを」ということでタイトルは『東京オリンピック』に決まった。
映画の製作はオリンピック開催の4か月以上も前の5月28日、オリンピック会場の建設現場でそれまで建っていた建物が壊されるシーンの撮影からクランクインした 。使用されたカメラは103台、レンズは232本、撮影したフィルムの長さは40万フィート、録音テープの長さは6万5千メートル、携わったスタッフは総勢556名にも及び撮影と編集には莫大な労力を費やした。効果音はほとんどが後付けであり、富士山をバックに聖火ランナーが走るシーンなども別撮りである。
撮影を進めるうえで「実際に競技している音を望遠マイクで拾うために1700万円」、「競技場の臨場感を再現するステレオ録音にするため680万円」、「閉会式など夜間の明かりが暗い場所で撮影するためＦ値の明るい超望遠レンズの調達に780万円」、等々と経費が次々とかさみ、最終的な制作費は3億5360万円まで膨れ上がった 。
撮影スタッフの一人に山本晋也がおり、市川に「選手の癖を撮れ」と言われ、非常に困ったと後に話している。
市川は1972年ミュンヘンオリンピックの記録映画『時よとまれ、君は美しい/ミュンヘンの17日』において、オムニバス形式のパートの一つ（100メートル競走を題材にした"The Fastest"）を担当し、再度オリンピック映画を手がけている。
本作で美術顧問を務めた亀倉雄策の友人にグラフィックデザイナーのソール・バスがおり、彼が担当した『グラン・プリ』の冒頭シーンは、本作の影響を受けて作られた。

## スタッフ
- 企画・監修：オリンピック東京大会組織員会
- オリンピック記録映画委員会：青木半治、市川崑、今日出海、碧川道夫、南部圭之助、田畑政治、竹田恒徳、田口助太郎、与謝野秀
- 製作本部委員会：遠山孝（委員長）、釜原武（副委員長）、江原義夫、冨藤本修一郎、清遠純、内藤公融、土屋太郎、脇田善司
- プロデューサー：田口助太郎
- プロデューサー補：清遠純、熊田朝男、谷口千吉
- 総監督：市川崑
- 製作本部長：対馬好武、徳永三千男（代理）、熊田朝男（次長）、清遠純（次長）
- 編成部長：釜原武
- 宣伝部長：土屋太郎
- 編集部長：江原義夫
- 製作デスク：宮子勝治、大岡弘光
- 撮影デスク：潮田三代治
- 機材デスク：松永喜雄
- フィルムデスク：滝質
- 監督部：渋谷昶子（バレーボール）、安岡章太郎（体操）、細江英公、石井敏明、亀田左、日下部水棹、前田博、三松利美、中村倍也、錦織周二、岡田喜一郎、奥山長春、大森勝美、志羽一馬、柴田伸一、杉原文治、須斎安正、鈴木勝利、富岡務、富沢幸男、和田夏十、脇野国広、山岸達児、吉田功（東松照明）
- 撮影部チーフ：林田重男、宮川一夫、中村謹司、田中正
- 撮影部：秋本賢治、荒牧早苗、荒井伸太郎、嵐口謙一、浅川敬三、土橋孝始、荏原宗、江口昭秀、古田誠広、後藤満喜男、浜名敏和、羽田栄治、橋本実、林和郎、樋口幹夫、本間輝久、星野厳、池田正男、諌山雄幸、伊藤義一、伊藤正治、井藤守貴男、梶田良治、亀井まゆみ、加茂実、粕谷行夫、菊地徳博、岸本政由、近藤良治郎、栗林剛三、黒川真澄、黒沢勇、正木凌、松石武美、松井公一、松井辰政、松岡洋、三林明喜、三輪正、溝渕文雄、水上正夫、森末良二、長野重一、長瀬要助、中原聡、中村誠二、中尾省吾、中島雄二、西田博幸、野島末幸、農本行輔、野見山務、小川浩、小川信一、大野克己、齋田昭彦、佐々木達春、瀬川浩、鹿野賢三、白井寿、白井康博、袖山登好、杉本哲男、鈴木博、鈴木淑郎、高橋千代、高橋鍈二、高橋宣雄、高宮時夫、竹内功、竹内一昭、竹内輝男、竹下公二、立石潔、富山薫、土屋武彦、角田忠、鶴岡秀夫、宇田川泰三、上野俊郎、角地久雄、牛島武彦、渡辺修、渡辺嬢介、山口益夫、山崎敏正、米山勝彦
- 撮影部（ノンクレジット）：片岡真、妹尾良昭、高橋政治
- 照明部：江波戸史好、日達論一、北林邦太郎、小林信一、三宅誠三、村瀬栄一、中村栄志、佐沢二郎、関根憲安、嶋昌彦、高宮丈夫、渡辺候二
- 照明部（ノンクレジット）：安西光男、青木弘、広吉誠、磯貝誠、岩田進、金子春一、片岡詔一郎、川又靖雄、児島東晤、小山武久、松田建二、宮沢文男、宮沢登始夫、中山敬一、西片操、西川光平、沼田豊、仙田実、柴崎賢司、柴崎武比古、島百味、曾根田竹司、高橋銀二郎、戸松秀五郎、鰐渕英之、渡辺輝雄、湯本若秋
- 録音部：長谷川良雄、橋本國雄、星正輝、石野昭光、加川友男、神口章、黒須昭、水口保美、御園一男、宮本隆、直井郁夫、坂田徹、竹上隆夫、田中安治、田中雄二、田代正喜、土屋勝彦、山崎芳彦
- 録音部（ノンクレジット）：藤木昭、星一郎、市川文武、伊藤直三、加来将昭、柏原満、水巻厳、森田一也、中道援久、太田千里、大内貞人、瀬川徹夫、関野任郎、田中義造、佃光男、山口満則、山本義光、山崎秀和、四家秀次郎
- 編集部：林昭則、石川英夫、小泉貞雄、松村清四郎、中井妙子（記録）、中静達治、並木美稔子、佐々木喜美子、瀬戸口葉子、篠塚清、高橋房子、高橋春子、田中陽造、田中好美、辻香里
- 編集部（ノンクレジット）：前田八重子、山田喜一
- 進行部：秋元正志、市川一久、加藤友久、小浜二男、松川清次郎、松元順造、大塚高志、園八雲、杉田盛茂、渡辺潤、小永井孝（ノンクレジット）
- 自動車部：関準治、金子賢三、鈴木務（ノンクレジット）
- 渉外：安部信一、ロイ・ジェームス（ノンクレジット）
- 脚本：市川崑、和田夏十、白坂依志夫、谷川俊太郎
- 顧問：亀倉雄策（美術）、川本信正、三堀家義
- 音楽監督：黛敏郎、※開会式冒頭のテープ音楽『オリンピック・カンパノロジー』も作曲担当
- 演奏：読売日本交響楽団
- 指揮（ノンクレジット）：飯守泰次郎、森田吾一
- 録音監督：井上俊彦、大橋鉄矢
- 音響効果：杉崎友治郎、坂井三郎（日活効果）
- 技術監督：碧川道夫
- ナレーター：三國一朗
- 参加：日本大学芸術学部映画学科、早稲田大学（ノンクレジット）
- 機材整備：ナック・カメラ・サービス
- 録音：アオイスタジオ
- 現像：東洋現像所
- 協力：防衛庁、警視庁、東京消防庁、NHK
- 職分不明：大源寺喜作、福田晴之、平林信彦、飯塚一七郎、古南晴三、田口佳史、積田定雄、上野匡矢